# LIAT
LIAT was de nationale luchtvaartmaatschappij van Antigua en Barbuda en vloog op 8 bestemmingen in het Caribisch gebied. De hub was V. C. Bird International Airport en er was een tweede basis op Grantley Adams International Airport. De IATA-code was LI, de ICAO-code was LIA en de roepletters waren LIAT.

## Geschiedenis

### Beginjaren
LIAT is opgericht als Leeward Islands Air Transport Services door Frank Delisle op Montserrat op 20 oktober 1956. De eerste vluchten werden uitgevoerd tussen Montserrat en Antigua met een Piper Apache. Met hulp van BWIA, het huidige Caribbean Airlines, kon de vloot het het routenetwerk verder uitgebreid worden. In 1968 kwam er een deal met Eastern Air Lines om zo ook naar San Juan  te kunnen vliegen. In 1971 ontving LIAT het eerste straalvliegtuig van het Britse Court Line, een BAC One-Eleven. Court Line ging in 1981 failliet waardoor de toestellen weer weg moesten. In november 1995 werd de maatschappij deels geprivatiseerd om zo te voorkomen dat LIAT zelf failliet zou gaan, dat lag vaak op de loer. Vanaf toen is begonnen met het vliegen met De Havilland Canada Dash 8-toestellen.

### Ontwikkeling
Begin 2007 werd bekend dat LIAT zou fuseren met Caribbean Star Airlines, dit plan ging niet door, maar op 24 oktober 2007 werd Caribbean Star Airlines wel overgekocht en ook de vloot werd overgenomen.
In 2013 werd besloten een andere kant op te slaan en werd de vloot van de Bombardier Q Series uitgefaseerd en volledig vervangen door ATR-toestellen.

### Laatste jaren
Op 27 juni 2020 werd bekend dat LIAT op de schop zou gaan en een nieuwe identiteit zou krijgen als gevolg van de tegenvallende cijfers door de Coronapandemie. Het Nigeriaanse Air Peace wilde nog een groot aandeel nemen in de maatschappij om zo een nieuwe maatschappij op te zetten. Op 22 januari 2024 werd de laatste vlucht gemaakt en daarna de diensten gestaakt vanwege financiële problemen. Op 6 augustus 2024 ging LIAT20 van start als opvolger.

## Vloot

### Laatste vloot

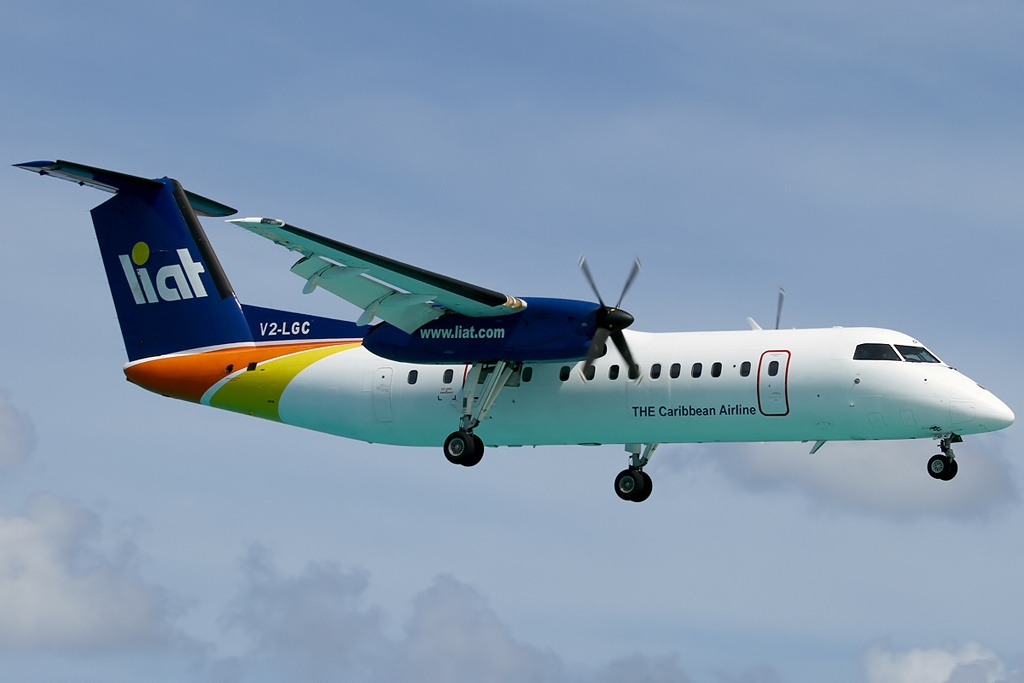
Een voormalige De Havilland Canada DHC-8-300 van LIAT

De vloot van LIAT bestond voor de opheffing uit de volgende toestellen:
| Type       | Aantal | Orders | Opmerkingen |
| ---------- | ------ | ------ | ----------- |
| ATR 42-600 | 1      | —      | V2-LIG      |
| Totaal     | 1      | —      |             |

### Voormalige vloot
De vloot van LIAT bestond onder andere uit:
| Type                                 | Aantal | In dienst | Uitgefaseerd | Opmerkingen             |
| ------------------------------------ | ------ | --------- | ------------ | ----------------------- |
| ATR 42-600                           | 4      | 2013      | 2023         | 3 toestellen opgeslagen |
| ATR 72-600                           | 5      | 2013      | 2021         |                         |
| BAC 1-11                             | 4      | 1971      | 1974         |                         |
| De Havilland Canada DHC-6 Twin Otter | 4      | 1967      | 1986         |                         |
| De Havilland Canada DHC-8-100        | 12     | 1985      | 2015         | 1 toestel opgeslagen    |
| De Havilland Canada DHC-8-300        | 17     | 1996      | 2016         |                         |

## Bestemmingen
LIAT vloog voor de opheffing op de volgende bestemmingen:
| Land                        | Stad             | Luchthaven                               | Opmerkingen |
| --------------------------- | ---------------- | ---------------------------------------- | ----------- |
| Amerikaanse Maagdeneilanden | Charlotte Amalie | Luchthaven Cyril E. King                 |             |
| Antigua en Barbuda          | Saint John’s     | V. C. Bird International Airport         | hub         |
| Barbados                    | Christ Church    | Grantley Adams International Airport     | tweede hub  |
| Dominica                    | Marigot          | Luchthaven Douglas-Charles               |             |
| Grenada                     | Saint George     | Maurice Bishop International Airport     |             |
| Saint Kitts en Nevis        | Basseterre       | Robert L. Bradshaw International Airport |             |
| Sint Maarten                | Philipsburg      | Princess Juliana International Airport   |             |
| Trinidad en Tobago          | Port of Spain    | Internationale luchthaven Piarco         |             |

### Samenwerkingen
LIAT maakte samen met Air Caraïbes en Winair deel uit van de CaribSky Alliance.

## Incidenten en ongevallen
- Op 23 augustus 1959 schoot een De Havilland DH-114 Heron 2B van LIAT van de baan na de landing op Saint Kitts. Niemand raakte gewond, maar het vliegtuig kon niet meer gerepareerd worden.[15]
- Op 4 augustus 1986 stortte vlucht 319 neer in de Caraïbische Zee. Alle elf passagiers en de twee piloten in de De Havilland Canada DHC-6 Twin Otter kwamen om het leven.[16]
- Op 2 december 2010 maakte LIAT-vlucht LI362 een noodlanding op V. C. Bird International Airport nadat er een wiel van het landingsgestel viel bij het opstijgen. Het vliegtuig landde veilig en niemand raakte gewond.[17]
- Op 25 augustus 2013 maakte LIAT-vlucht LI774 een noodlanding op Grantley Adams International Airport nadat er een wiel van het landingsgestel viel bij het opstijgen. Het vliegtuig landde veilig en niemand raakte gewond.[18]